# Banzkower Mühle

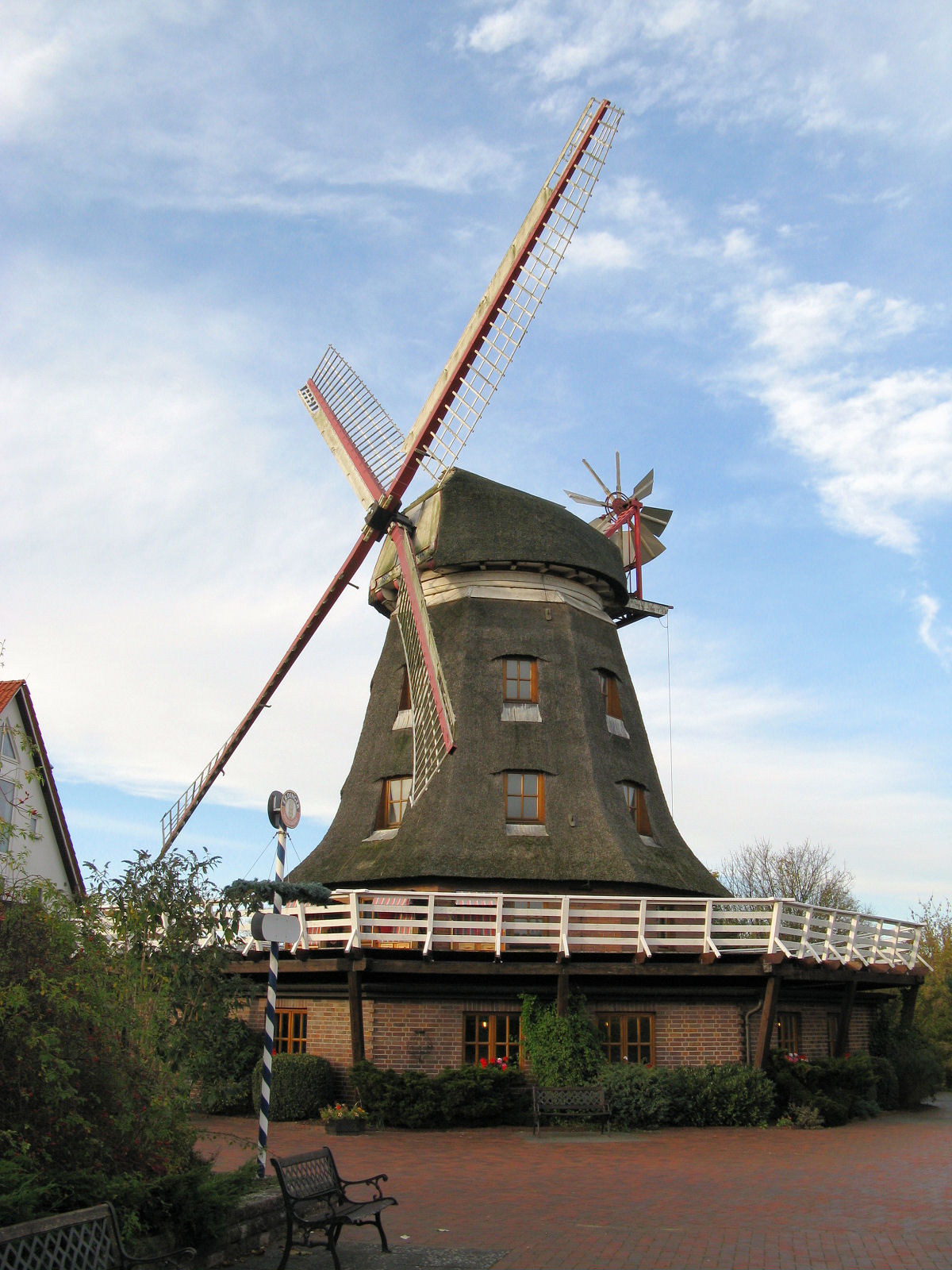
Die Banzkower Mühle

Die Banzkower Mühle (auch Lewitzmühle) ist eine Windmühle in dem mecklenburgischen Dorf Banzkow.

## Geschichte
Ursprünglich gab es im Mittelalter eine Wassermühle in der Dorfmitte von Banzkow. Über viele Jahre hinweg diente sie als Getreidespeicher. Ab dem 15. Jahrhundert belieferte diese auch die herzogliche Küche in Schwerin. Später befand sich die Mühle im Besitz des Landesherrn, bevor sie nach dem Dreißigjährigen Krieg an die Müller in Erbpacht überging. Für 1732 ist im Landeshauptarchiv Schwerin ein Streit über die angemessene Höhe von Flößereiabgaben an den Erbmüller Franz Ahrens dokumentiert. Um 1760 wurde zusätzlich zu der Wassermühle eine Bockwindmühle gebaut. Zeitgleich entstanden in Mecklenburg viele neue Windmühlen oder wurden vergrößert. Auch die ersten Holländerwindmühlen tauchten auf.
Im Jahr 1872 wurde die Wassermühle abgerissen, da der Müller beim Öffnen einer Schleuse stets den Mahlbetrieb einstellen musste. 1874 wurde die Galerieholländermühle in der Nähe der bereits vorhandenen Bockwindmühle erbaut. Bis 1919 standen beide Mühlen dicht beieinander, dann wurde die Bockwindmühle abgerissen. 1957 stellte die Holländerwindmühle, in welcher bis dahin noch gemahlen wurde, den Betrieb ein. In den Jahren 1974 bis 1976 wurde diese durch die LPG „Clara Zetkin“ zu einer Gaststätte umgebaut. Mit zwei Flügelattrappen konnte ihr einstiges Erscheinungsbild wieder hergestellt werden. 1994 ging sie schließlich an einen neuen Besitzer über und wurde 1995 zu einem modernen Hotel mit eigenem Solebad umgebaut.
Da die Mühle unter Denkmalschutz steht, mussten bei ihrer Komplettrenovierung einige Kompromisse eingegangen werden. Heute ist diese die letzte in der Lewitz stehende Windmühle. Im Oktober 1994 fand in der alten Mühle ein diskretes Treffen der SPD und CDU statt. Beide Parteien berieten damals wochenlang über eine mögliche Große Koalition in Mecklenburg-Vorpommern.

## Heraldische Verwendung
Heute ist die Banzkower Mühle das Wahrzeichen ihres Dorfes und findet sich in dessen Wappen wieder. Das Wappen ist grün und stellt über einem goldenen Wellenschildfuß eine ebenfalls goldene Holländerwindmühle dar. Auf beiden Seiten wird diese von jeweils einem goldenen Lindenblatt verziert.
Dass die Flügel der Holländermühle im Wappen gegen den Uhrzeigersinn statt wie üblich im Uhrzeigersinn angeordnet werden, geht auf den Grafiker zurück, der anscheinend keine genaue Kenntnis darüber besaß.